# デックング
デックング（独:deckung）は声楽の発声技術、作法の一つ。
ドイツ語で「被う、包む」という意味の"decken"に由来する。
特に高音域において古典声楽の美観にそぐう音色を得るために、多くの歌唱者は喉頭を下げ、口唇の開口をやや減らし、場合によって顎を引くなどの所作を取るが、その一連の動作の総称といえる。
声に丸みをつけ柔らかい響きにする。= voce cupa
このとき声帯は伸展を増し、声帯内筋の活動はやや弱くなる。また、喉頭蓋がある程度倒れるという。
ジラーレと共通の要素を持ち同じ意味で扱われる場合がある。